# Lee Jung-eun (actrice)
Lee Jung-eun est une actrice sud-coréenne née le 23 janvier 1970 à Séoul.

## Filmographie

### Cinéma
- 2000 : A Masterpiece in My Life : la femme de Jin-won
- 2001 : Wanee and Junah
- 2009 : If You Were Me 4
- 2009 : Mother : la relation de Ah-jeong
- 2013 : Born to Sing : la tante de Dong-soo
- 2013 : The Attorney : l'ancienne propriétaire terrienne
- 2013 : Bug : la mère
- 2014 : A Girl at My Door : la voisine
- 2014 : Cart : la caissière
- 2014 : A Dynamite Family : la femme de la société
- 2015 : Détective K : Le Secret de l'île perdue : une femme
- 2015 : Granny's Got Talent : la belle-fille de la grand-mère shamane
- 2015 : The Exclusive: Beat the Devil's Tattoo : la gouvernante
- 2015 : Summer Snow : la femme de Hwasun
- 2016 : Mood ot the Day : la tante du restaurant arc-en-ciel
- 2016 : A Violent Prosecutor : une femme
- 2016 : Like for Likes : l'agente immobilière
- 2016 : 4th Place : la propriétaire du wagon couvert
- 2016 : Time Renegades : la professeur du lycée
- 2016 : The Strangers : la femme de Deok-gi
- 2016 : With or Without You : l'employée du restaurant de barbecue
- 2016 : A Break Alone : la prof de yoga
- 2017 : New Trial : Oh Mi-ri
- 2017 : The Sheriff in Town : la femme de Yong-hwan
- 2017 : Okja : la voix de Okja et la femme dans la chaise à bascule
- 2017 : Battleship Island : la directrice de la société
- 2017 : A Taxi Driver : la femme de Hwang Tae-sool
- 2017 : Yakiniku Dragon : Go Young-sun
- 2018 : Adulthood : la juge
- 2018 : Miss Baek : la propriétaire de l'institut de massage
- 2018 : Hello
- 2019 : Mal-Mo-E: The Secret Mission : la prof de jeju
- 2019 : Another Child
- 2019 : Parasite : Gook Moon-gwang
- 2019 : Let Us Meet Now : Jung-eun
- 2020 : Mr. Zoo: The Missing VIP : le gorille
- 2020 : Naega jugdeon nal : Suncheondaek
- 2021 : The Book of Fish

### Télévision
- 2013 : The Queen's Classroom : la mère de Seon-yeong (12 épisodes)
- 2013-2014 : Shining Romance
- 2014 : My Lovely Girl : la femme de M. Jung (1 épisode)
- 2015 : Who Are You: School 2015 : la mère de Yeong-eun (2 épisodes)
- 2015 : Oh My Ghostess : Seobingo (16 épisodes)
- 2015 : Songgot: The Piercer : Kim Jeong-mi (12 épisodes)
- 2016-2017 : Weightlifting Fairy Kim Bok-joo : la mère de Joon Hyung (11 épisodes)
- 2017 : Bad Thief, Good Thief : Kwon Jeong-hee
- 2017 : Fight for My Way : Geum-bok
- 2017 : While You Were Sleeping : la mère de Jae-chan (1 épisode)
- 2018 : Mr. Sunshine : la servante de Go Ae-shin
- 2018 : Familiar Wife : la mère de Woo-jin (16 épisodes)
- 2019 : Strangers from Hell : Eom Bok-soon
- 2019 : Radieuse : Lee Jung-eun (12 épisodes)
- 2020 : My Holo Love : la mère de So Yun (12 épisodes)
- 2020 : Hi Bye, Mama! : la tante de Geun Sang (4 épisodes)
- 2023 : Daily Dose of Sunshine : Song Hyo-shin
- 2024 : Miss Night and Day : Lim Soon / Lee Mi-Jin